# Wim van Est
Willem (Wim) van Est (Fijnaart, 25 maart 1923 - Roosendaal, 1 mei 2003) was een Nederlands wielrenner die als eerste Nederlander in de Tour (de France) de gele trui droeg als leider van het algemeen klassement en de Ronde van Vlaanderen won.
Bijnamen van Wim van Est waren: "De Locomotief", "IJzeren Willem", "de Knoest" en "de Beul van het Heike". Hij was een broer van de renners Piet, Kees, Toon, Leen en Nico van Est.

## Biografie

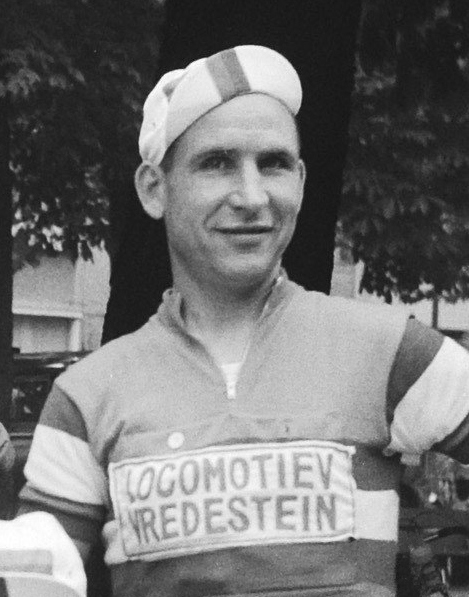
Wim van Est in 1960

Voordat Van Est wielrenner werd, was hij smokkelaar van tabak tot hij gegrepen werd door de politie en zes maanden de cel in moest. Hij begon zijn wielercarrière als amateur in 1946 op 23-jarige leeftijd.
Zijn eerste grote overwinning was de enorm lange (meer dan 550 km) eendagswedstrijd Bordeaux-Parijs in 1950. Deze inmiddels niet meer bestaande klassieker lag hem goed: hij won hem ook in 1952 en in 1961, en stond daar in totaal zes maal op het podium.
Op 16 juli 1951 behaalde hij een etappezege plus de gele trui in de Ronde van Frankrijk. Markant mag genoemd worden dat dit in de Pyreneeën gebeurde, want hij was geen klimmer. Dat plezier duurde voor Van Est echter niet lang. De dag na zijn overwinning viel hij namelijk tijdens de afdaling van de Col d'Aubisque in een ravijn. Op een filmpje, dat pas in 1992 voor het eerst opdook, is te zien hoe een huilende Van Est aan een ketting van fietsbanden omhoog wordt gehesen. Hoewel hij zeventig meter naar beneden viel, bleef hij vrijwel ongedeerd, maar zijn Tour was wel voorbij. Hij heeft in de rest van zijn carrière nog twee keer een etappe in de Tour de France gewonnen.
Van Ests faam groeide nog meer toen Pontiac, dat de horloges voor het Nederlandse team had gesponsord, een advertentiecampagne op touw zette met de tekst: "Zeventig meter viel ik diep, mijn hart stond stil, maar mijn Pontiac liep ... ." Kort voor zijn dood werd er, in zijn bijzijn, een plakkaat onthuld op de Aubisque dat verwijst naar zijn val. De compleet verwrongen fiets is nog steeds te zien in het Velorama.
Van Est was niet alleen de eerste Nederlander in de gele trui, maar twee jaar later, in 1953, ook de eerste Nederlander die in de Ronde van Italië (Giro) een etappe won. Het was de eerste etappe en zo droeg hij ook, voor één dag toch, de roze trui als leider van deze ronde.
Tevens won hij datzelfde jaar eveneens als eerste Nederlander de Ronde van Vlaanderen.
Hij was ook succesvol als baanwielrenner, in het bijzonder op de achtervolging. In 1949, 1952, 1953 en 1955 werd hij Nederlands kampioen op dat onderdeel. Hij haalde ook drie keer het podium op het wereldkampioenschap achtervolging: hij werd 3e in 1949, 2e in 1950 en nogmaals 3e in 1955.
In 1958 nam hij, samen met medewielrenner Wout Wagtmans, de single Tour de France op. De tekst was van Gerrit den Braber.
Na zijn wielercarrière had Wim van Est enkele jaren een snackbar in Princenhage.
In zijn woonplaats St. Willebrord werd op 19 september 2007 een reliëf met afbeelding van Wim van Est onthuld. Het staat in de straat die op diezelfde dag naar de wielrenner vernoemd werd.

## Belangrijkste overwinningen
1949
 Nederlands kampioen achtervolging, Elite
5e etappe Ronde van Nederland
1950
Bordeaux-Parijs
1951
12e etappe Ronde van Frankrijk
1952
Bordeaux-Parijs
 Nederlands kampioen achtervolging, Elite
Nokere Koerse
4e etappe deel A Ronde van Nederland
7e etappe Ronde van Nederland
Eindklassement Ronde van Nederland
1953
Acht van Chaam
2e etappe deel B Dwars door België
1e etappe Ronde van Italië
 Nederlands kampioen achtervolging, Elite
Ronde van Vlaanderen
16e etappe Ronde van Frankrijk
1954
Eindklassement Driedaagse van Antwerpen
3e etappe Ronde van Nederland
4e etappe Ronde van Nederland
7e etappe Ronde van Nederland
Eindklassement Ronde van Nederland
4e etappe deel B Ronde van Frankrijk
1955
Acht van Chaam
Omloop Mandel-Leie-Schelde
 Nederlands kampioen achtervolging, Elite
2e etappe Ronde van Nederland
7e etappe Ronde van Nederland
1e etappe deel B Ronde van Frankrijk
1956
3e etappe deel A Driedaagse van Antwerpen
GP Stad Vilvoorde
 Nederlands kampioen stayeren, Elite
 Nederlands kampioen op de weg, Elite
8e etappe deel A Ronde van Nederland
1957
 Nederlands kampioen op de weg, Elite
4e etappe Ronde van Nederland
6e etappe deel B Ronde van Nederland
1958
 Nederlands kampioen stayeren, Elite
1960
7e etappe Ronde van Nederland
1961
Bordeaux-Parijs

## Resultaten in voornaamste wedstrijden
| Jaar | Ronde van Italië | Ronde van Frankrijk | Ronde van Spanje |
| ---- | ---------------- | ------------------- | ---------------- |
| 1950 |                  |                     |                  |
| 1951 |                  | opgave (1)          |                  |
| 1952 |                  | 17e                 |                  |
| 1953 | 13e (1)          | 13e (1)             |                  |
| 1954 | 19e              | 16e (1)             |                  |
| 1955 |                  | 15e (1)             |                  |
| 1956 |                  |                     |                  |
| 1957 | 16e              | 8e                  |                  |
| 1958 |                  | 46e                 | 23e              |
| 1959 |                  |                     |                  |
| 1960 | 32e              | 39e                 |                  |
| 1961 |                  |                     |                  |
| 1962 |                  |                     |                  |
| 1963 |                  |                     |                  |
| 1964 |                  |                     | 17e              |

| Jaar | Milaan-San Remo | Gent-Wevelgem | Ronde van Vlaanderen | Parijs-Roubaix | Luik-Bast.‑Luik | Omloop Het Volk | Waalse Pijl | Bordeaux-Parijs |  | WK op de weg |
| ---- | --------------- | ------------- | -------------------- | -------------- | --------------- | --------------- | ----------- | --------------- |  | ------------ |
| 1950 |                 |               | 16e                  | 46e            |                 |                 |             | ↑               |  | 9e           |
| 1951 |                 |               |                      | opgave         | 35e             |                 |             | ↑               |  | 17e          |
| 1952 | 26e             | 23e           | 4e                   |                | 7e              | 39e             |             | ↑               |  | 13e          |
| 1953 | 18e             | Zilver        | ↑                    | 37e            |                 |                 |             |                 |  | opgave       |
| 1954 |                 |               |                      |                |                 |                 | 21e         | Zilver          |  | opgave       |
| 1955 |                 |               |                      | 41e            |                 |                 |             |                 |  |              |
| 1956 |                 | 16e           | 11e                  | 47e            | 10e             | 5e              |             |                 |  | opgave       |
| 1957 |                 |               |                      | 33e            |                 | 36e             | 15e         |                 |  | 22e          |
| 1958 |                 |               | 26e                  |                |                 |                 |             |                 |  | opgave       |
| 1959 |                 | 41e           | 31e                  |                |                 | 13e             | 33e         |                 |  |              |
| 1960 |                 |               |                      |                | 31e             |                 |             |                 |  |              |
| 1961 |                 |               |                      |                |                 |                 |             | ↑               |  |              |
| 1962 |                 | 21e           | 47e                  | 62e            | 29e             | 53e             |             | 4e              |  |              |
| 1963 |                 | 52e           |                      |                |                 |                 |             |                 |  |              |
| 1964 |                 |               |                      |                |                 | 35e             |             | 10e             |  |              |